# Літня Універсіада 1979
Літня Універсіада 1979 — десята літня Універсіада, була проведена в Мехіко (Мексика) з 2 до 13 вересня 1979 року. У змаганні брало участь 2 974 спортсмени з 94 країн світу (на момент проведення універсіади — безсумнівний рекорд). Основні заходи (відкриття, закриття й деякі види змагань) були проведені на Олімпійському стадіоні Мехіко.